# Foxtrot (pel·lícula)
Foxtrot és una pel·lícula dramàtica britànica-mexicana del 1976 dirigida per Arturo Ripstein i protagonitzada per Peter O'Toole, Charlotte Rampling i Max von Sydow. Fou reetrenada el 1977 com The Far Side of Paradise.

## Argument
Una mica a l'estil de Travolti da un insolito destino nell'azzurro mare d'agosto (llançada sis mesos abans de començar el rodatge de Foxtrot), és la història d’un comte i una comtessa romanesa molt elegant que va escapar d’Europa amb un iot el 1939 durant la Segona Guerra Mundial cap a una illa paradisíaca illa privada en algun lloc del Pacífic. .
És bastant inquietant i una mica surrealista (no és d’estranyar, tenint en compte que el director Arturo Ripstein va treballar amb Luis Buñuel), retratant a una parella que recorda el duc i la duquessa de Windsor, ja que experimenten un lànguid descens de l'elegància a la decadència fins a la carnisseria.
El més cridaner és el conjunt i el vestuari. El conjunt té un interior completament Art Déco sota una tenda de campanya en una illa deserta, i la roba (supervisada per Jorge Ramírez) presenta un subministrament aparentment infinit de costura blanca impecable i sastreria personalitzada.
El moment era tal que Rampling (llavors 30 anys) ho feia just quan Luchino Visconti necessitava començar a rodar "L'innocent" escrita pensant en Rampling, de manera que no podia aparèixer en la que va ser l'última pel·lícula de Visconti.

## Repartiment
- Peter O'Toole: Liviu
- Charlotte Rampling: Julia
- Max von Sydow: Larsen
- Jorge Luke: Eusebio
- Helena Rojo: Alexandra
- Claudio Brook: Paul
- Max Kerlow: El capità
- Christa Walter: Gertrude
- Mario Castillón Bracho : el mariner
- Anne Porterfield: Marianna

## Premis
A la XIX edició dels Premis Ariel va guanyar el premi Ariel a la millor fotografia i a la millor ambientació.